# Нанооболонка

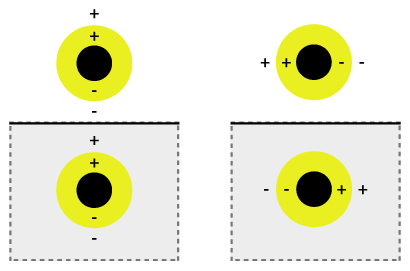
Схематичне зображення двох мод нанооболонки різної орієнтації

Нанооболонка - наночастинка, що складається з діелектричного ядра та металевого покриття. Існують гібридні наночастинки іншого складу, але зазвичай їх не називають нанооболонками.

## Сутність
Характерною властивістю нанооболонок є існування двох мод локазізованих плазмонів, що відповідає двом поверхням контакту металу з діелектричним середовищем: внутрішньої та зовнішньої. Коли товщина металевої оболонки велика, локалізовані плазмони слабо взаємодіють між собою, але, коли оболонка тонка, відбувається гібридизація двох мод і розштовшування їхніх частот. Частота локалізованого плазмона, що приблизно відповідає зовнішній поверхні розділу, зменшується, частота локалізованого плазмона, що грубо відповідає внутрішній поверхні розділу, зростає, хоча не так сильно. 

## Сфера застосування
Це можна використати для отримання наночастинок із бажаною частотою плазмона. Зовнішня мода сильно взаємодіє з електромагнітним полем. 

## Виноски
1. ↑  Loo, C; Lin, A; Hirsch, L; Lee, Mh; Barton, J; Halas, N; West, J; Drezek, R (Feb 2004). Nanoshell-enabled photonics-based imaging and therapy of cancer. Technology in cancer research & treatment. 3 (1): 33—40. doi:10.1177/153303460400300104. PMID 14750891. Архів оригіналу (Free full text) за 23 жовтня 2007. Процитовано 7 травня 2017.